# The Rest Of
The Rest of – kompilacja nagrań polskiego zespołu metalowego, Jesus Chrysler Suicide, wydana 20 stycznia 2008. Album zawiera 10 kompozycji które nie znalazły się na płytach "Rhesus Admirabilis" i "Shizovirus 0". Znajdują się także niepublikowane nagrania demo z 1996 roku oraz dwa remixy.

## Lista utworów
1. "Open Space" – 4:53
2. "Lar-wy" – 3:06
3. "Detox Świata" – 4:29
4. "Behind The Curtain" – 3:42
5. "Przyciąganie nieziemskie" – 5:17
6. "Hibernautus Hipnotauzus – remix" – 5:36
7. "Autostrada na księżyc" – 4:00
8. "Królewna ścieżka" – 1:32
9. "L.O.V.E." – 4:40
10. "Lufangaspeed.pl" – 2:18

## Twórcy
- Tomasz Rzeszutek – wokal, gitara basowa
- Robert Grubman – gitara
- Jerzy Tomczyk – gitara
- Marcin Blicharz – gitara basowa
- Krzysztof Żurad – perkusja
- Sławomir Leniart – gitara
- Mariusz Dziedzic – perkusja
- Bogdan Pezda – wokal, instrumenty klawiszowe
- Grzegorz Joachimowicz – wokal
- Grzegorz Łagodziński – wokal
- Łukasz Kurowski – instrumenty klawiszowe